# Eugénio de Andrade
Eugénio de Andrade, pseudónimo de José Fontinhas GOSE • GCM (Fundão, Póvoa de Atalaia, 19 de janeiro de 1923 — Porto, 13 de junho de 2005) foi um poeta português.

## Biografia
O poeta nasceu na freguesia de Póvoa de Atalaia, no Fundão, no dia 19 de janeiro de 1923. Mudou-se para Lisboa aos dez anos devido à separação dos seus pais.
Frequentou o Liceu Passos Manuel e a Escola Técnica Machado de Castro, tendo escrito os seus primeiros poemas em 1936. Em 1938, aos 15 anos, enviou alguns desses poemas a António Botto que, gostando do que leu, o quis conhecer, encorajando-lhe a veia literária.
Em 1943 mudou-se para Coimbra, onde regressa depois de cumprido o serviço militar convivendo com Miguel Torga e Eduardo Lourenço. Tornou-se funcionário público em 1947, exercendo durante 35 anos as funções de Inspector Administrativo do Ministério da Saúde. Uma transferência de serviço levá-lo-ia a instalar-se no Porto em 1950, numa casa que só deixou mais de quatro décadas depois, quando se mudou para o edifício da extinta Fundação Eugénio de Andrade, na Foz do Douro.
Durante os anos que se seguem até à data da sua morte, o poeta fez diversas viagens, foi convidado para participar em vários eventos e travou amizades com muitas personalidades da cultura portuguesa e estrangeira, como Joel Serrão, Miguel Torga, Afonso Duarte, Carlos Oliveira, Eduardo Lourenço, Joaquim Namorado, Sophia de Mello Breyner Andresen, Agustina Bessa Luís, Teixeira de Pascoaes, Vitorino Nemésio, Jorge de Sena, Mário Cesariny, José Luís Cano, Ángel Crespo, Luis Cernuda, Jaime Montestrela, Marguerite Yourcenar, Herberto Helder, Joaquim Manuel Magalhães, João Miguel Fernandes Jorge, Óscar Lopes, e muitos outros.
Apesar do seu enorme prestígio nacional e internacional, Eugénio de Andrade sempre viveu distanciado da chamada vida social, literária ou mundana, tendo o próprio justificado as suas raras aparições públicas com «essa debilidade do coração que é a amizade».
Recebeu inúmeras distinções, entre as quais o Prémio da Associação Internacional de Críticos Literários (1986), Prémio D. Dinis da Fundação Casa de Mateus (1988), Grande Prémio de Poesia da Associação Portuguesa de Escritores (1989) e Prémio Camões (2001). A 8 de julho de 1982 foi feito Grande-Oficial da Antiga, Nobilíssima e Esclarecida Ordem Militar de Sant'Iago da Espada, do Mérito Científico, Literário e Artístico e a 4 de Fevereiro de 1989 foi agraciado com a Grã-Cruz da Ordem do Mérito.
Durante a sua vida colecionou milhares de livros (mais de dez mil exemplares), sobre os mais variados temas. Atualmente a sua biblioteca pessoal encontra-se disponível para consulta na Casa dos Livros - Centro de Estudos da Cultura em Portugal da Universidade do Porto (Rua do Campo Alegre 1055, 4150-181 Porto) e poderá ser consultada em qualquer dia útil, das 14h30 às 18h.
Faleceu a 13 de junho de 2005, no Porto, após uma doença neurológica prolongada. Encontra-se sepultado no Cemitério do Prado do Repouso, no Porto. A sua campa é rasa em mármore branco, desenhada pelo arquitecto seu amigo Siza Vieira, possuindo os versos do seu livro As Mãos e os Frutos.

## Obra literária
Em 1940, José Fontinhas, contava 17 anos, publicou Narciso (escrito em 1939), poema ao estilo de Botto e homossexualmente explícito, uma estreia que depressa achou embaraçosa.
Em 1942, já sob o pseudónimo de Eugénio de Andrade, publicou Adolescente. A sua consagração acontece mais tarde, em 1948, com a publicação de As mãos e os frutos, que mereceu os aplausos de críticos como Jorge de Sena ou Vitorino Nemésio. A obra poética de Eugénio de Andrade é essencialmente lírica, considerada por José Saramago como uma «poesia do corpo a que chega mediante uma depuração contínua».
Ainda na década de 40 colabora no seminário Mundo Literário (1946-1948).
Entre as dezenas de obras que publicou encontram-se, na poesia, Os amantes sem dinheiro (1950), As palavras interditas (1951), Escrita da Terra (1974), Matéria Solar (1980), Rente ao dizer (1992), Ofício da paciência (1994), O sal da língua (1995) e Os lugares do lume (1998).
Em prosa, publicou Os afluentes do silêncio (1968), Rosto precário (1979) e À sombra da memória (1993), além das histórias infantis História da égua branca (1977) e Aquela nuvem e as outras (1986).
Foi também tradutor de algumas obras, como dos espanhóis Federico García Lorca e Antonio Buero Vallejo, da poetisa grega clássica Safo (Poemas e fragmentos, em 1974), do grego moderno Yannis Ritsos, do francês René Char e do argentino Jorge Luís Borges.
Em Setembro de 2003 a sua obra Os sulcos da sede foi distinguida com o prémio de poesia do Pen Clube Português.
Tem uma biblioteca com o seu nome no Fundão.

## Obras
- Narciso, José Fontinhas. Lisboa: ed. do Autor, 1940.
- Adolescente. Lisboa: Editorial Império, ed. do Autor, 1942.
- Pureza. Lisboa: Lisboa: Livraria Francesa, 1945.
- As māos e os frutos. Lisboa: Portugália,1948.
- Os amantes sem dinheiro. Lisboa: Centro Bibliográfico, 1950.
- As palavras interditas. Lisboa: Centro Bibliográfico,1951.
- Até amanhā. Lisboa: Guimarães, 1956.
- Coraçāo do dia. Lisboa: Iniciativas, 1958.
- Mar de setembro. Fora de mercado, tiragem 115 ex., 1961. Lisboa: Guimarães, 1963, 2a ed.
- Obstinato rigore. Lisboa: Guimarães,1964.
- Obscuro domínio. Porto: Inova, 1971.
- Véspera da água. Porto: Inova,1973.
- Escrita da terra e outros epitáfios. Porto: Inova, 1974.
- Limiar dos pássaros. Porto: Limiar, 1976.
- Memória doutro rio. Porto: Limiar, 1978.
- Matéria solar. Porto: Limiar, 1980.
- O peso da sombra. Porto: Limiar, 1982.
- Branco no branco. Porto: Limiar, 1984.
- Aquela nuvem e outras. Porto: Asa,1986.
- Contra a obscuridade. In PP-C, Lisboa: Círculo de Leitores, 1987.
- Vertentes do olhar. Porto: Limiar, 1987.
- O outro nome da terra. Porto: Limiar, 1988.
- Rente ao dizer. Porto: Fundação Eugénio de Andrade, 1992.
- Ofício de paciência. Porto: Fundação Eugénio de Andrade, 1994.
- O sal da lingua. Porto: Fundação Eugénio de Andrade, 1995.
- Lugares do lume. Porto: Fundação Eugénio de Andrade, 1998.
- Os sulcos da sede. Madrid: Calambur-Editora Regional de Extremadura, 2001, texto portugués e Trad. de J. A. Cilleruelo; Vila Nova de Famalicão: Quasi Edições, 2007, 2a ed.
- Poesia e prosa (1940-1979), 2 vol., 1980.
- Poesia e prosa (1940-1980), 1981; 2a ed. e aumentada.
- Poesia e prosa (1940-1986). Lisboa: Círculo de Leitores, 1987, 3 vol.

## Prosa
- Os afluentes do silêncio. Porto: Inova, 1950
- História de égua branca. Porto: Asa, 1976. Com ilustrações de Manuela Bacelar.
- Rosto precário. Porto: Limiar, 1979.
- À sombra da memória. Porto: Fundação Eugénio de Andrade, 1993.

## Traduções do autor
- Poemas de García Lorca, Coimbra: Coimbra, 1946.
- Cartas portuguesas (atribuídas a Mariana Alcoforado), Porto: Inova, 1969.
- Poemas e fragmentos de Safo, Porto: Limiar, 1974.
- Dez poemas de García Lorca, Porto: Inova, 1978.
- Dez poemas de Yannis Ritsos, Porto: Inova, 1978.
- Federico García Lorca, Amor de Dom Perlimplim com Belisa em seu jardim, Lisboa: Delfos, 1986.
- Trocar da rosa, Lisboa: Regra do Jogo, 1980.
- Pequeno retábulo de S. Cristóvâo, de F. García Lorca, Porto: O Oiro do Dia, 1980.